# Kostis Gontikas
Kostis Gontikas sau Gondikas (în greacă Κωστής Γόντικας; n. 1934, Atena, Regatul Greciei – d. 28 iunie 2024, Atena, Grecia) a fost un om politic grec.

## Biografie
S-a născut în 1934 la Atena și era fiul lui Dimitrios Gontikas, politician și președinte al parlamentului grec. Mai târziu a studiat la Colegiul din Atena și dreptul la Universitatea din Atena. Și-a continuat studiile la Universitatea din Luxemburg. A fost ales în 1974 și 1978 ca deputat al Prefecturii Elida, iar în 1981 ca deputat în Parlamentul European (MEP), cu Partidul Noua Democrație.
Era căsătorit și avea trei copii.
Kostis Gontikas a murit la 28 iunie 2024, la vârsta de 90 de ani.